# مترادف (زیست‌شناسی)
مترادف، در نام‌گذاری علمی، نام علمی‌ای است که به یک تاکسون گفته می‌شود که با نام‌های علمی مختلفی شناخته می‌شود. استفاده زیست‌شناسنان از این واژه تا حدودی با هم متفاوت است. به‌طور مثال، لینه که اولین نام‌گذار علمی به کاج نوئل نروژ بود (تحت سیستم حال حاضر در استفاده از نامگذاری علمی) آن را پینوس آبی‌یس (Pinus abies) نامید. این نام دیگر در حال استفاده نیست و اکنون نام مترادفی برای کاج نوئل است.